# خرد کردن زمانی

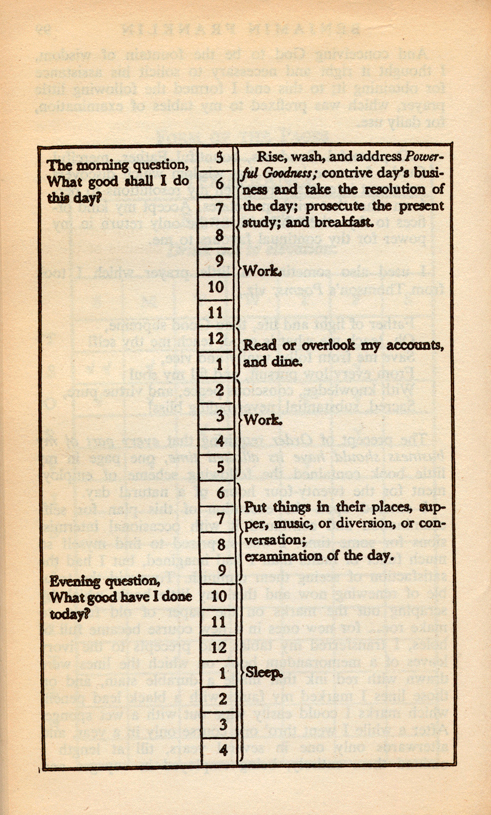
یکی از اولین پذیرندگان بلوک‌بندی زمانی بنجامین فرانکلین بود

خرد کردن زمانی یا بلوک‌بندی زمانی (به انگلیسی: Timeblocking) (که همچنین به عنوان قفل کردن زمان شناخته می‌شود) یک تکنیک بهره‌وری برای مدیریت زمان شخصی است که در آن یک دوره زمانی - معمولاً یک روز یا هفته - به بخش‌ها یا بلوک‌های کوچک‌تر برای وظایف یا کارهای خاص تقسیم می‌شود. عملکرد تقویم را با فهرست کارهایی که باید انجام دهید ادغام می‌کند. این یک نوع برنامه‌ریزی زمانی است.
وقتی به درستی انجام شود، خردکردن زمانی می‌تواند به حذف حواس‌پرتی‌ها کمک کند و از انجام چندوظیفگی غیرمولد جلوگیری کند.